# (286842) Joris
Pour les articles homonymes, voir Joris.
(286842) Joris est un astéroïde de la ceinture principale.

## Description
(286842) Joris est un astéroïde de la ceinture principale. Il fut découvert le 3 juillet 2002 à l'observatoire Palomar par Maik Meyer. Il présente une orbite caractérisée par un demi-grand axe de 3,21 UA, une excentricité de 0,15 et une inclinaison de 4,3° par rapport à l'écliptique.

## Compléments